# Baryphyma maritimum
Baryphyma maritimum là một loài nhện trong họ Linyphiidae. Chúng được miêu tả năm 1970 bởi Crocker & Parker.